# آنتی کالیوماکی
آنتی کالیوماکی (فنلاندی: Antti Kalliomäki؛ زادهٔ ۸ ژانویهٔ ۱۹۴۷) ورزشکار پرش با نیزه اهل فنلاند بود.
وی در مسابقات کشوری و بین‌المللی در مجموع برندهٔ ۱ مدال طلا شده‌است.